# 桑廷
桑廷（也称为3,6,4'-三-O-甲基化草棉黄素， 3,6,4'-tri-O-methylated herbacetin，或5,7-二羟基-3,6,4'-三甲氧基黄酮，5,7-Dihydroxy-3,6,4'-trimethoxyflavone）是一种草棉黄素衍生的O-甲基化黄酮，分子式C18H16O7，存在于菊蒿属植物Tanacetum microphyllum中。